# П'єтро I Орсеоло
Святий П'єтро I Орсеоло (італ. Pietro I Orseolo) (928 — 997) — 23-й венеційський дож.

## Біографія
Народився в 928 році поблизу Удіне у впливовій родині Орсеоло, що вважалася нащадком дожа Орсо Іпато. У 948 році після поразки Урсо Бадоваріо та П'єтро Розолло від неретвян призначається командувати венеційським флотом, воював проти слов'янських піратів, але без значних перемог. Перший документ, у якому він згадується, датується червнем 960 року, коли він підписав указ дожа П'єтро IV Кандьяно, яким той забороняв работоргівлю. Його ім'я також згадується в документі від липня 971 року, в якому сам дож заборонив венеціанцям продавати зброю та деревину з Фатімідським халіфатом.
П'єтро I Орсеоло було обрано дожем після того, як венеційці повалили та вбили П'єтро IV Кандьяно. Обрання відбувалося 12 серпня 976 року в церкві Сан-П'єтро ді Кастелло (оскільки палац дожів і собор Святого Марка згоріли), де гору взяла «партія», що виступала проти зближення зі Священною Римською імперією. Правління дожа було вкрай нетривалим. За час свого правління він відновив конституцію, на свої кошти почав реконструювати Палац дожів і собор Святого Марка, які постраждали від пожежі під час повстання проти Кандьяно. Замовив у Константинополі Золотий вівтар для Собору Св.Марка. Він також будував лікарні та піклувався про вдів, сиріт та паломників. 
Його першим урядовим актом було врегулювання відносин з Вальдрадою, удовою П'єтро IV Кандьяно, яка звернулася по допомогу до імператора Оттона II. Після завершення переговорів, у вересні 976 року, Вальдрада відмовилася від усіх претензій, підтвердивши те, що було встановлено наступного 25 жовтня. Питання про майно, вилучене у родини Кандьяно, залишалося невирішеним, на яке претендував Вітале син П'єтро IV. 17 жовтня 977 року досяг досяг угоди з Сікардом, графом Істрії, на користь венеціанської торгівлі в регіоні.
31 серпня 978 року під впливом Гуаріно, абата монастиря Сен-Мішель ді Куша, та ченця Ромуальда, яких фактично використовувала родина Кандьяно) дож йде у відставку і подається до монастиря Сен-Мішель ді Куша в Піренеях, де приймає чернечий сан. Залишок життя провів як чернець-бенедиктинець разом зі святим Ромуальдом.  Новим дожем став Вітале Кандьяно.
990 року Орсеоло залишив монастир, щоб стати відлюдником у навколишньому лісі, покликання, якому він слідував протягом семи років, до самої смерті. Його тіло поховано в сільській церкві в Праді. Пізніше Католицька церква канонізує дожа. Мощі святого П'єтро I Орсеоло зберігаються в соборі Святого Марка.
Мав з дружиною Феліцією Маліп'єро двох дітей: сина П'єтро і доньку, ім'я якої невідоме, що була одружена з Джованні Морозіні.